# Köteles Pál
Köteles Pál, (álnevei: Váradi Péter, K. Varga Pál, K. Bíró Pál mellett a Teles és Les szignókat is használta; (Gyanta, 1927. április 24. – Budapest, 1991. december 13.) erdélyi magyar író, publicista.

## Életútja
Nagyváradon végzett középiskolát (1945), a nagyváradi Új Életnél kezdte újságírói pályáját, bölcsészeti tanulmányai a Bolyai Tudományegyetem filozófia-lélektan szakán azonban félbeszakadtak, mert 1950-től másfél évig politikai fogoly volt, majd a termelésben dolgozott mint napszámos, segédmunkás, technikus. Az 1960-as évek közepétől ismét tevékenyen bekapcsolódott a romániai művelődési életbe: írásai a Bihari Napló, Fáklya, Familia, valamint az Előre, Igaz Szó, Korunk, Munkásélet, Művelődés, Új Élet, Utunk, Ifjúmunkás hasábjain jelentek meg.
Szociográfiai ihletettségű riportjaiban főként az ipari munkásság és a vidéki értelmiség életkörülményeivel foglalkozott, de vállalkozott képzőművészeti vagy múzeumi beszámolók, irodalmi interjúk készítésére is. Szépirodalmi alkotásainak tárgyául előszeretettel választott a mindennapi élethelyzetekből adódó erkölcsi konfliktusokat, amelyeket sarkított formában, de kellő lélektani motiváció és cselekménykezelő leleményesség nélkül dolgozott fel. 1977-ben áttelepült Magyarországra, s az Alföld című folyóirat szerkesztőségében dolgozott.
1982 szeptemberében itt jelent meg „Töprengés egy torzkép előtt” című esszéje, melyben Köteles elemezte és bírálta Ion Lăncrănjan román író-publicista „Gondolatok Erdélyről” című propagandakötetét. Az írás politikai vihart kavart, az MSZMP helyi vezetői Vörös László főszerkesztő menesztését kezdeményezték, de az állami vezetés megvédte őt.
1985-től Köteles Pál szabadfoglalkozású író, majd 1990-től az Erdélyi Magyarság című folyóirat főszerkesztője lett.

## Kötetei (válogatás)
- Iosif Vulcan a Kisfaludy Társaságban (bevezetőjével és válogatásában Téka, 1970)
- Tavaszi játék. Regény; Albatrosz, Bukarest, 1972
- Illatos füvek. Novellák; Dacia, Kolozsvár-Napoca, 1975
- Túl a falon; Szépirodalmi, Budapest, 1979
- Külön égbolt. Esszék, elbeszélések; Corvin, Calgary, 1984
- Búcsú Erdélytől. Egy menekülés anatómiája; Eötvös, Budapest, 1988
- Hotel Kárpátia. Regény; Magvető, Budapest, 1989
- Az ötlábú isten. Novellák; Szépirodalmi, Budapest, 1989
- Balkánkeringő avagy Egy országszerző kokott históriája; Népszava, Budapest, 1989
- Magyarság – európaiság; Magvető, Budapest, 1993
- Ki a babiloni fogságból. Tanulmányok; Intermix–Patent, Budapest–Ungvár, 1993 (Az Erdélyi Szövetség füzetei)
- Az ügy avagy Kilépő a paradicsomból. Kis (anti-)regény; Noran, Budapest, 1996 (Köteles Pál életműsorozat)
- Magyar világ Amerikában. Napló, tűnődések és történetek; Noran, Budapest, 1997
- Lelkek félárnyékban. Történelmi esszék; vál., összeáll., jegyz. Filep Tamás Gusztáv; Noran, Budapest, 1999 (Köteles Pál életműsorozat)